# 나즈미 아블루자
나즈미 아블루자(튀르키예어: Nazmi Avluca, 튀르키예어 발음: [ˈnazmiː ˈavludʒa], 1976년 11월 14일~)는 튀르키예의 전직 레슬링 선수이다. 2008년 하계 올림픽에서 그레코로만형 미들급 동메달을 획득하였으며 세계 레슬링 선수권 대회에서 금메달 2개, 은메달 1개, 동메달 3개, 유럽 레슬링 선수권 대회에서 금메달 4개, 은메달 1개, 동메달 3개를 획득했다.